# Khazar Ibrahim
 (août 2025).
Khazar Ibrahim, en azéri : Xəzər Zafir oğlu İbrahim, né le 30 mai 1978 à Lankaran, est un ambassadeur extraordinaire et plénipotentiaire de la république d'Azerbaïdjan auprès des États-Unis d'Amérique, ancien ambassadeur extraordinaire et plénipotentiaire de la république d'Azerbaïdjan auprès de la république de Turquie.

## Biographie
Khazar Zafir oglu Ibrahim est né le 30 mai 1978. Il est originaire du village de Kanarmesha, dans la région de Lankaran. Khazar Ibrahim est diplômé de l'université d'État de Bakou. Il est également titulaire de diplômes en relations internationales et en études de sécurité de l'université de Georgetown à Washington.

## Carrière
Entre 2007 et 2009 Khazar Ibrahim est au poste de l’attaché de presse au ministère des Affaires étrangères de l'Azerbaïdjan. De 2009 à 2011, il est nommé conseiller à l'ambassade de la république d'Azerbaïdjan aux États-Unis d'Amérique. De 2011 à 2017, il est chef de la délégation de la république d'Azerbaïdjan auprès de l'OTAN. Le 26 juillet 2021, il est rappelé de ses fonctions d'ambassadeur extraordinaire et plénipotentiaire d'Azerbaïdjan en Turquie.
Le 26 juillet 2021, Kh.Ibrahim est nommé ambassadeur extraordinaire et plénipotentiaire de la république d'Azerbaïdjan auprès des États-Unis d'Amérique,